# HD 47536
HD 47536 ist ein 400 Lichtjahre von der Erde entfernter Riese der Spektralklasse K1 mit einer scheinbaren Helligkeit von 5,3 mag. Der Stern wird von mindestens einem substellaren Objekt umrundet, die Bestätigung eines zweiten steht noch aus.

## Begleiter
Im Jahre 2003 fanden Setiawan et al. mit Hilfe der Radialgeschwindigkeitsmethode einen Begleiter um HD 47536, für den sie eine Umlaufperiode von 712 Tagen und eine Mindestmasse von unter 10 Jupitermassen bestimmten, was das Objekt mit der systematischen Bezeichnung HD 47536 b zu einem potentiellen Exoplaneten macht.
Im Rahmen von nachfolgenden Beobachtungen des Sterns mit CORALIE und FEROS fanden Setiawan et al. Hinweise auf einen weiteren spektroskopischen Begleiter. HD 47536 c weist mit etwa 2500 Tagen eine größere Umlaufperiode auf und hat eine Mindestmasse von ca. 7 Jupitermassen. Aufgrund dieser Entdeckung bestimmten sie auch eine überarbeitete Lösung für den inneren Begleiter mit einer Umlaufperiode von rund 430 Tagen und einer Mindestmasse von etwa 5 Jupitermassen. Die Bestätigung des äußeren Begleiters steht zurzeit noch aus (Stand Ende 2010).